# Église Santi Isidoro e Eurosia
L'église Santi Isidoro e Eurosia est un lieu de culte catholique de Rome, dans le quartier de Garbatella, via delle Sette Chiese.

## Histoire
Armellini écrit que l'église:
« … è situata nel sito detto via Paradisi, come leggesi in una lapide in marmo bianco, a lettere dipinte a minio, posta nella parte meridionale della chiesa lungo la strada tra due medaglioni in marmo bianco, ove a rilievo in uno è scolpito s. Carlo Borromeo e nell’altro s. Filippo Neri, in memoria dell’incontro avvenuto tra i due santi nel 1575 in una visita che ambedue facevano delle Sette Chiese. »
En effet, l'église est située sur le chemin que les fidèles parcouraient pour une visite des Sept Églises de Rome. Une plaque à l'extérieur de l'église informe qu'elle a été construite en 1818. Quasi-ruinée à la fin du XIXe siècle, elle a été achetée et restaurée par le prêtre oratorien Generoso Calenzio. Elle est connue sous le terme populaire de chiesoletta. 

## Architecture et ornements
Le pronaos de l'entrée est attribué à Valadier. Sous le porche, on peut admirer trois esquisses en plâtre en relief, considérés comme étant d'Antonio Canova: le premier représente la Vierge et l'Enfant avec Saint Jean Baptiste; la deuxième, le Sauveur qui reçoit entre les bras des enfants; et le troisième, Saint Jean Baptiste, qui a baptisé Jésus-Christ.
L'intérieur de l'église présente une nef unique, avec un autel principal, quatre fenêtres latérales et une chorale. L'autel est en marbre polychrome.

Aujourd'hui, l'église est annexée à la Paroisse de San Filippo Neri in Eurosia, et est gérée par la Congrégation de l'Oratoire de Saint Philippe Neri.

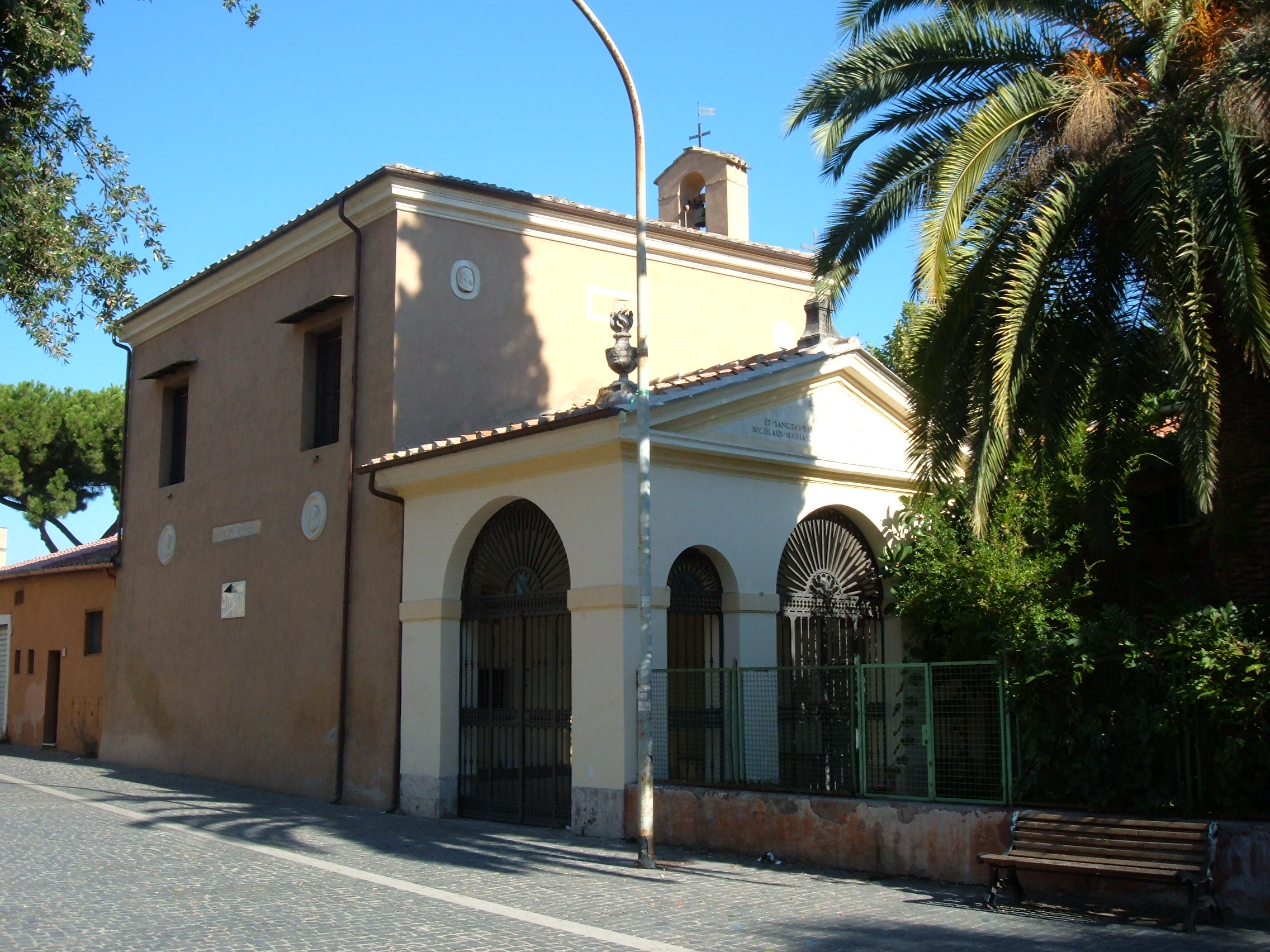
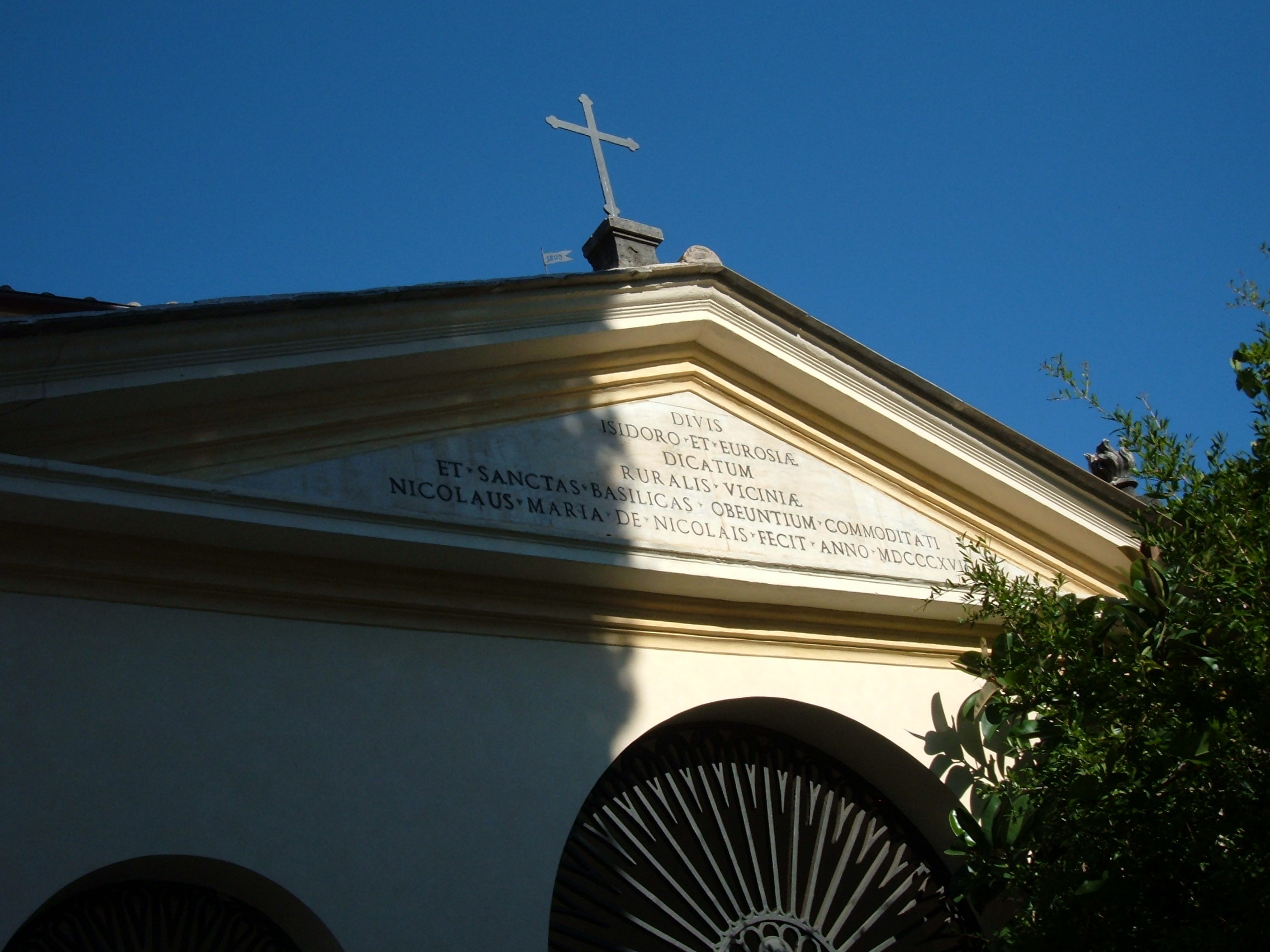
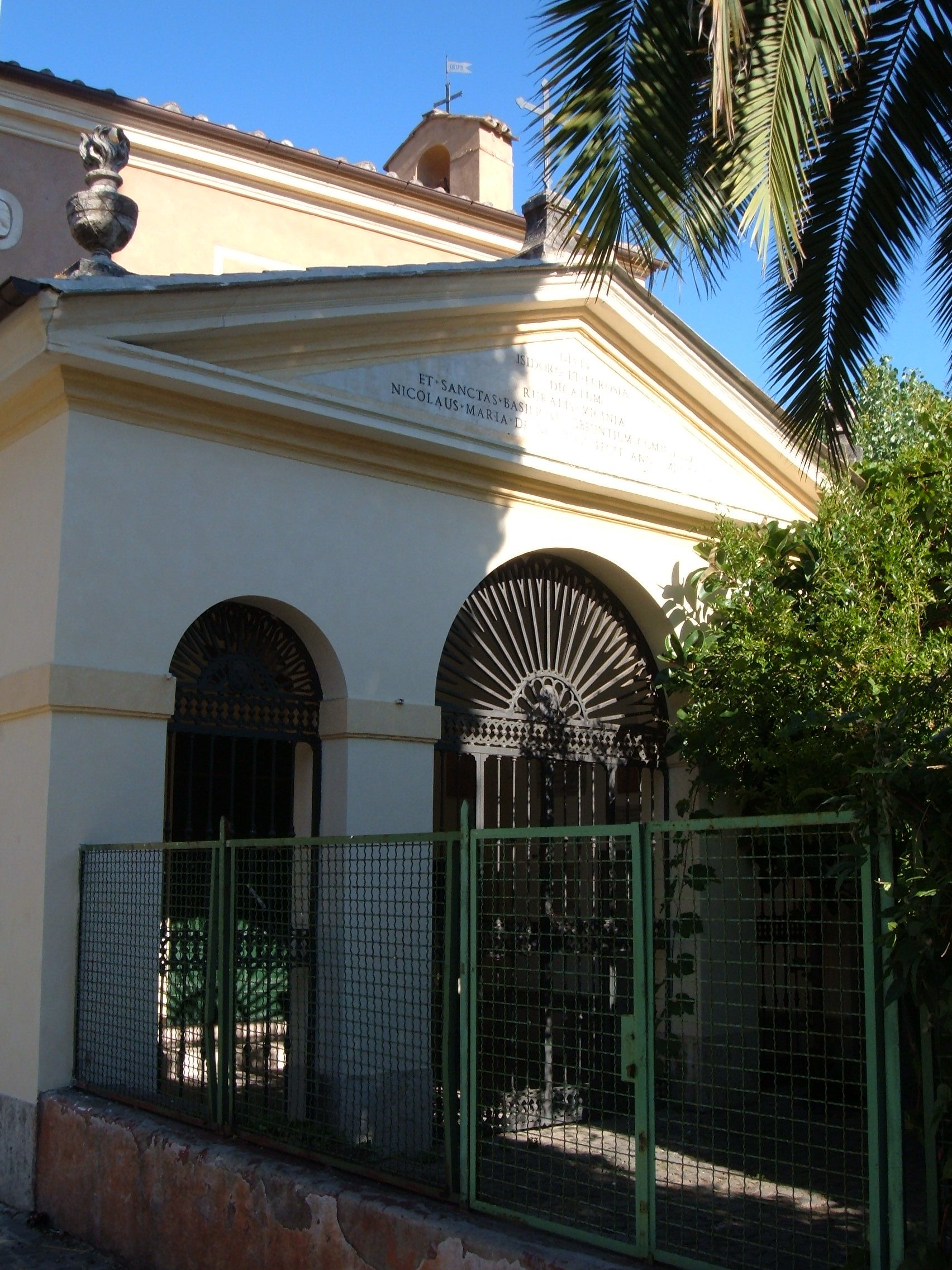
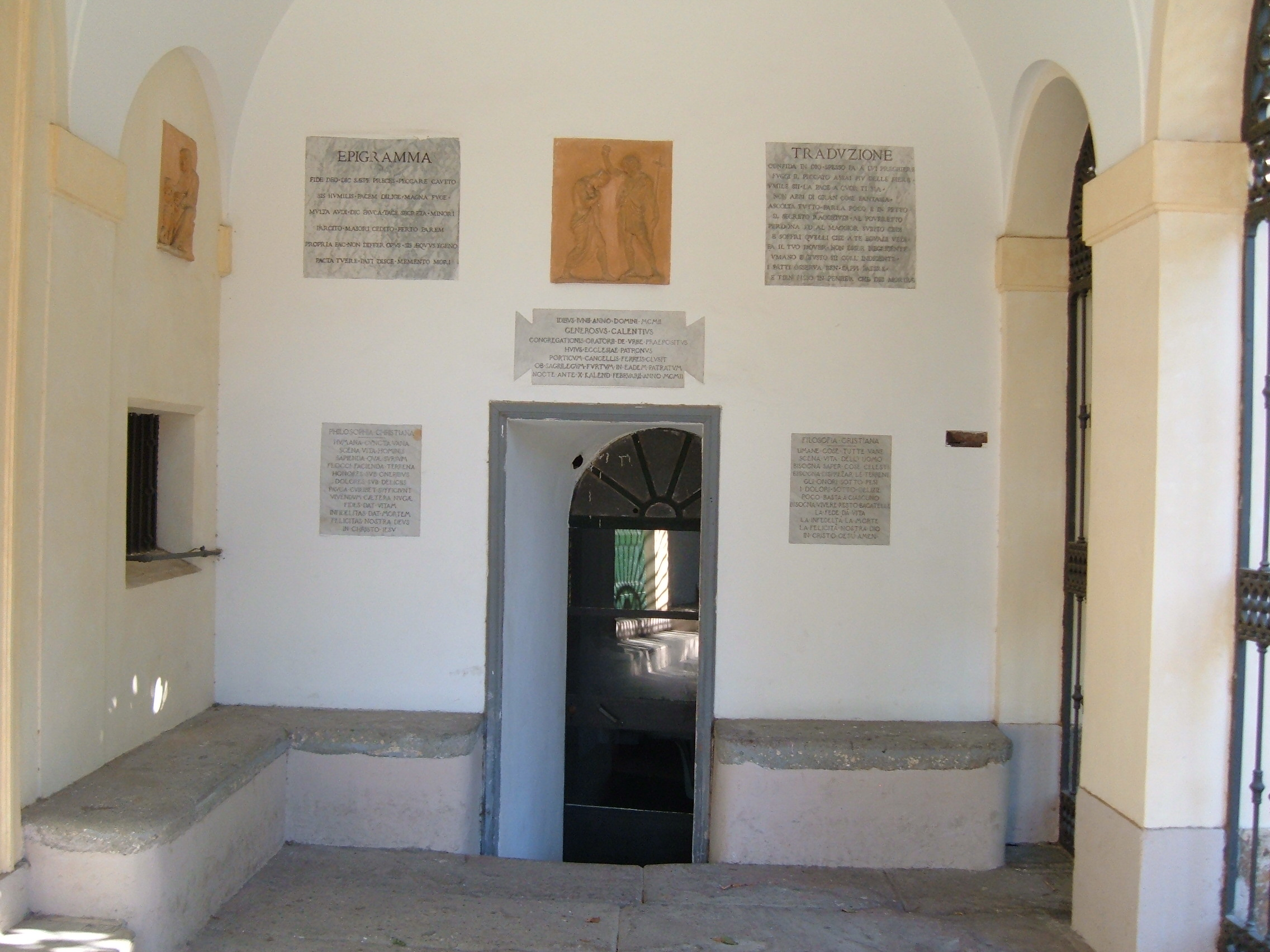